# دوست داشتن یک زن
«دوست داشتن یک زن» (به انگلیسی: To Love A Woman) تک‌آهنگی از لایونل ریچی، انریکه ایگلسیاس است که در سال ۲۰۰۳ میلادی منتشر شد.
این تک‌آهنگ در چارت‌های ، جزو ده ترانه اول قرار گرفت.